# Born Again (album Notoriousa B.I.G.)
Born Again – trzeci i zarazem drugi pośmiertny album rapera Notorious B.I.G. Został wydany 7 grudnia 1999 roku. W przeciwieństwie do pierwszej płyty wydanej po jego śmierci (Life After Death) album został stworzony bez jego udziału. Składa się głównie z niedokończonych materiałów a także z wersów z czasów płyty Ready to Die. Na płycie można usłyszeć takich raperów jak P. Diddy, Lil’ Kim, Junior M.A.F.I.A., Nas, Ice Cube, Eminem, Busta Rhymes, Mobb Deep, Method Man, Redman, Missy Elliott, Beanie Sigel, Too Short, Snoop Dogg i Hot Boys. Przed śmiercią Biggie chciał, aby jego trzeci album został trzypłytową kolekcją. Jednak nie było na tyle gotowego materiału na tak ogromny projekt. To jest ostatni album, który zawiera przede wszystkim oryginalny materiał.

## Lista utworów
1. Born Again
2. Notorious B.I.G.  (feat. Lil’ Kim & Puff Daddy)
3. Dead Wrong  (feat. Eminem)
4. Hope You Niggas Sleep  (feat. Hot Boys & Big Tymers)
5. Dangerous MC's  (feat. Mark Curry, Snoop Dogg & Busta Rhymes)
6. Biggie  (feat. Junior M.A.F.I.A.)
7. Niggas
8. Big Booty Hoes  (feat. Too Short)
9. Would You Die For Me ?  (feat. Lil’ Kim & Puff Daddy)
10. Come On  (feat. Sadat X)
11. Rap Phenomenon  (feat. Method Man & Redman)
12. Let Me Get Down  (feat. Craig Mack, G-Dep & Missy Elliott)
13. Tonight  (feat. Mobb Deep & Joe Hooker)
14. If I Should Die Before I Wake  (feat. Black Rob, Ice Cube & Beanie Sigel)
15. Who Shot Ya?
16. Can I Get Witcha  (feat. Lil' Cease)
17. I Really Want To Show You  (feat. K-Ci and JoJo & Nas)
18. Ms.Wallace (Outro)

## Sample
Notorious B.I.G.
1. "Notorious" Duran Duran

Dead Wrong
1. "I'm Glad You're Mine" Al Green

Biggie
1. "Hang Your Head in Shame" New York City

Big Booty Hoes
1. "Crab Apple" Idris Muhammad
2. "Bust a Nut" Luke

Would You Die for Me
1. "Kiss" Prince

Come On
1. "For Mama" Doc Severinsen
2. Fragmenty z filmu "Noce Harlemu"

Rap Phenomenon
1. "Keep Your Hands High" Tracey Lee
2. "Ten Crack Commandments" The Notorious B.I.G.
3. "Kick in the Door" The Notorious B.I.G.
4. "The What" by The Notorious B.I.G. feat. Method Man

Let Me Get Down
1. "Love Serenade II" Barry White

Tonight
1. "Just Say Just Say" Marvin Gaye & Diana Ross
2. "Long Kiss Goodnight" Notorious B.I.G.

Who Shot Ya
1. "I'm Afraid the Masquerade Is Over" David Porter

Can I Get Witcha
1. "Livin' It Up (Friday Night)" Bell & James

I Really Want to Show You
1. "Charisma" Tom Browne
2. "Everyday Struggle" The Notorious B.I.G.